# Emma Karinsdotter

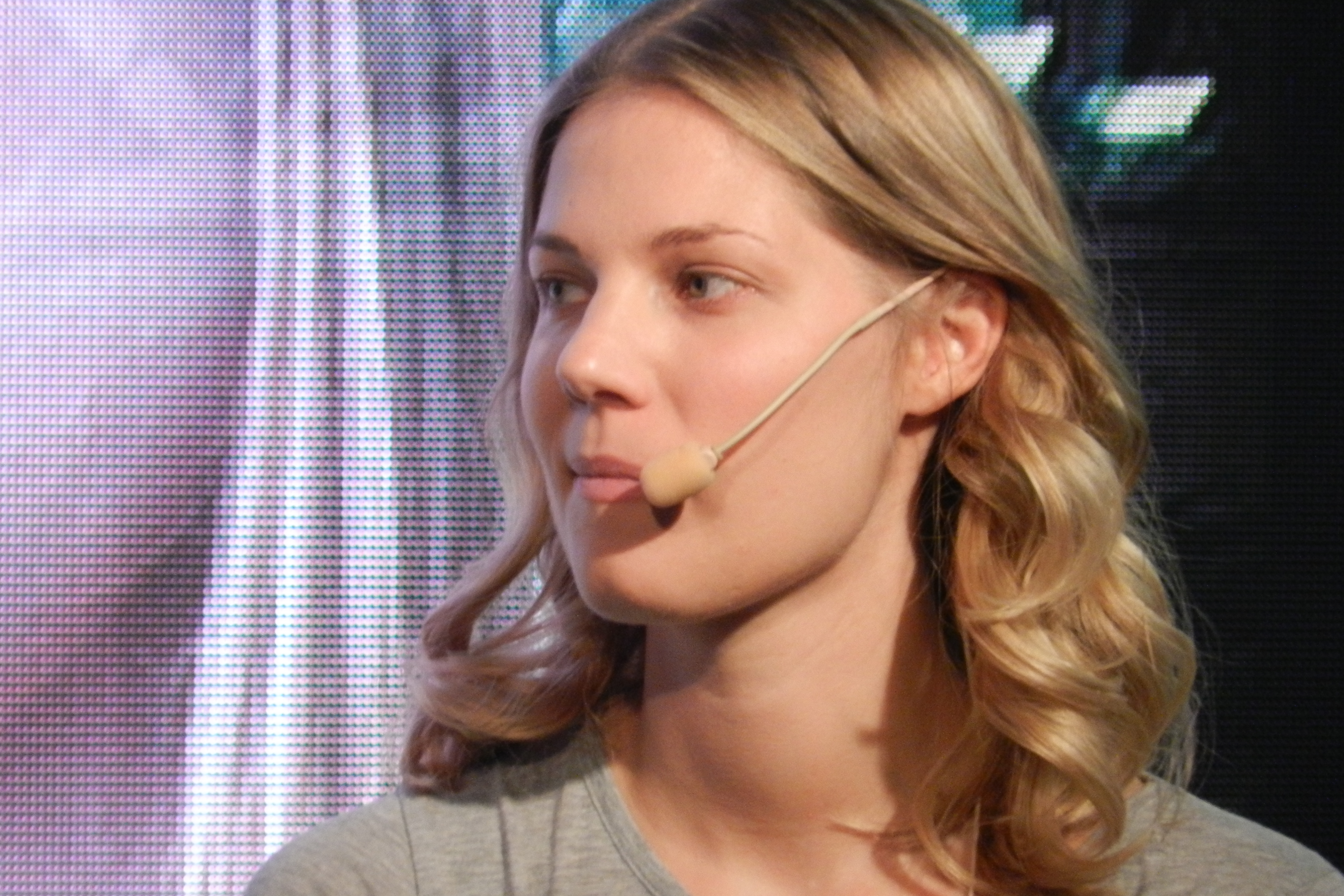
Emma Karinsdotter på Bokmässan i Göteborg 2017

Emma Kristina Karinsdotter, ursprungligen Carlsson, född 28 november 1985 i Ronneby församling i Blekinge län, är en svensk författare. 
Emma Karinsdotter växte upp i Ronneby. Hon har studerat på Skurups skrivarlinje (2013–2015) och Författarskolan vid Lunds Universitet (2015–2017). Hon debuterade 2014 med den prosalyriska romanen Och himlarna ska falla himlarna ska falla himlarna ska falla när du rör vid mig. 2017 utkom Lisbet och Sambakungen (med illustrationer av Hanna Gustavsson), vilken är Karinsdotters debutbok för barn och barnsliga vuxna. 2019 utkom Karinsdotters tredje bok, Tusen stjärnors ö, en äventyrsbok om sorg för mellanåldern, om 11-åriga Tigris som hittar en portal till sin döda mammas värld i en låda. Tusen stjärnors ö nominerades även till Barnradions bokpris 2019. Rättigheterna till Tusen stjärnors ö är sålda till Ryssland, Norge, Estland, Kina, Vietnam och Tjeckien meddelar Salomonsson Agency.